# Лаптев, Григорий Михайлович
Григорий Михайлович Ла́птев (1915—1942) — лейтенант Рабоче-крестьянской Красной Армии, участник советско-финской и Великой Отечественной войн, Герой Советского Союза (1940).

## Биография
Григорий Лаптев родился 23 января 1915 года в посёлке Рудничное (ныне — Саткинский район Челябинской области). После окончания горнопромышленного училища работал бурильщиком. В 1937 году Лаптев был призван на службу в Рабоче-крестьянскую Красную Армию. Участвовал в советско-финской войне, будучи командиром 122-миллиметрового орудия 28-го корпусного артиллерийского полка 19-го стрелкового корпуса 7-й армии Северо-Западного фронта.
23 декабря 1939 года Лаптев участвовал в отражении мощной финской контратаки у железнодорожной станции Пэрк-Ярви. Несмотря на то, что в ожесточённом бою Лаптев остался один из всего расчёта, он продолжал вести огонь в одиночку. Позднее к Лаптеву присоединился кузнец батареи Григорий Пулькин, который стал подносить снаряды и помогать вести огонь Лаптеву.
Указом Президиума Верховного Совета СССР от 15 января 1940 года за «образцовое выполнение боевых заданий командования на фронте борьбы с финской белогвардейщиной и проявленные при этом доблесть и мужество» младший командир Григорий Лаптев был удостоен высокого звания Героя Советского Союза с вручением ордена Ленина и медали «Золотая Звезда» за номером 207.
В 1941 году Лаптев окончил 2-е Ленинградское Краснознамённое артиллерийское училище. С начала Великой Отечественной войны — на её фронтах. В июле 1942 года командир взвода 272-го корпусного артиллерийского полка лейтенант Григорий Лаптев пропал без вести.